# ميشيل هابر
ميشيل هابر (بالإنجليزية: Michelle Haber)‏ هي عالمة أورام أسترالية، ولدت في 18 أكتوبر 1956 في ليفربول في المملكة المتحدة.